# Condado de Washburn
O Condado de Washburn é um dos 72 condados do estado estadunidense do Wisconsin. A sede do condado, e sua maior cidade, é Shell Lake.
O condado possui uma área de 797,11 milha quadradas (2 064,5 km2), uma população de 16 623 habitantes, e uma densidade populacional de 8,1 hab/km² (20,9 hab/milha², segundo o Censo dos Estados Unidos de 2020). Foi fundado em 1883.